# 16-я кавалерийская дивизия (Российская империя)
16-я кавалерийская дивизия — кавалерийское соединение в составе российской императорской армии.
Входила в IV кавалерийский корпус.

## История дивизии

### Формирование
- 1914 — Развернута на основе 2-й и 3-й Отдельных кавалерийских бригад 16-я кавалерийская дивизия.

### Боевые действия
16-я кавалерийская дивизия генералов А. Драгомирова и Володченко образовалась из 2-й (гусарской) и 3-й (уланской) отдельных кавалерийских бригад и вначале именовалась Сводной. Уланы отличились в набеге на Раву Русскую в самом начале войны. Дивизия сражалась в Западной Галиции, под Новым Сандецом и в карпатских предгорьях. При отступлении от Горлицы в апреле 1915 года у Прухникова самоотверженно атаковали нежинцы, а черниговские гусары поддержали атаку донцов Полякова у Олещицы. В Брусиловское наступление мы отметили лихие атаки черниговцев у Рафаловки и новоархангельских улан при Волчецке.— Керсновский А. А. История русской армии
Дивизия — участница Люблин-Холмского сражения 9 — 22 июля 1915 г. Участница Ровенской операции 1915 г. Отличилась 23 - 24 июня 1916 г., будучи введена в прорыв у Костюхновки.

## Состав дивизии
- 1-я бригада
  - 17-й гусарский Черниговский Е. И. В. Великого Князя Михаила Александровича полк
  - 18-й гусарский Нежинский полк
- 2-я бригада
  - 16-й уланский Новоархангельский полк
  - 17-й уланский Новомиргородский полк

## Командование дивизии

### Начальники дивизии
- 12.12.1914 — 06.04.1915 — генерал-лейтенант Драгомиров, Абрам Михайлович
- 26.04.1915 — после 03.01.1917 — генерал-лейтенант Володченко, Николай Герасимович
- 07.04.1917 — 27.08.1917 — генерал-майор Гурко, Дмитрий Иосифович
- 27.08.1917 — 12.1917 — генерал-майор Оноприенко, Александр Александрович

### Начальники штаба дивизии
- 12.06.1915 — 24.01.1916 — полковник Ревишин, Александр Петрович
- 02.02.1916 — 07.12.1916 — генерал-майор Чёрный, Константин Константинович
- 22.12.1916 — ? — полковник (с 02.04.1917 генерал-майор) Максимович, Клавдий Иннокентьевич

### Командиры 1-й бригады
- 1915 — генерал-майор Блохин, Николай Сергеевич
- 17.10.1915 — 02.02.1916 — полковник Линицкий, Александр Иванович
- на 06.1917 — генерал-майор Костенко, Александр Иванович

### Командиры 2-й бригады
- 06.01.1915 — 28.05.1917 — генерал-майор Константинов, Вячеслав Александрович